# Plan de Ayala, Hidalgo
Plan de Ayala är en ort i Mexiko.   Den ligger i kommunen Pisaflores och delstaten Hidalgo, i den sydöstra delen av landet, 200 km norr om huvudstaden Mexico City. Plan de Ayala ligger 243 meter över havet och antalet invånare är 198.
Terrängen runt Plan de Ayala är bergig åt sydväst, men åt nordost är den kuperad. Plan de Ayala ligger nere i en dal. Runt Plan de Ayala är det ganska tätbefolkat, med 90 invånare per kvadratkilometer. Närmaste större samhälle är Chapulhuacán, 9,1 km öster om Plan de Ayala. I omgivningarna runt Plan de Ayala växer i huvudsak städsegrön lövskog.